# Фауст, Вилли
Вилли Фауст (нем. Willi Faust; 1 января 1924, Бимбах — 27 ноября 1992, Фульда) — немецкий мотогонщик, чемпион мира по шоссейно-кольцевым гонкам в классе мотоциклов с колясками 1955 года, чемпион Германии 1955 года.

## Спортивная карьера
Вилли Фауст родился в городке Обербимбах (ныне Бимбах) неподалёку от Фульды. После окончания начальной школы прошёл обучение на слесаря, ремонтировал мотоциклы. Во время войны служил на флоте, а после окончания войны начал участвовать в мотогонках. Сперва стартовал в любительских гонках в Дипперце и Петерсберге, а в 1951-м впервые принял участие в гонках на мотоциклах с колясками. Тогда же Фауст начал сотрудничать со своим постоянным пассажиром Карлом Реммертом.
В 1953 году Фауст и Реммерт купили у будущего чемпиона мира Вильгельма Нолля профессиональный гоночный мотоцикл с коляской и перешли на более высокий уровень выступлений, пусть и в гонках местного значения. В 1954 году команду заметили представители заводской команды BMW и предоставили им мощный BMW RS54; позже пилотов пригласили провести часть сезона Чемпионата мира; Фауст и Реммерт проявили себя блестяще, финишировав на подиуме в обеих гонках, в которых стартовали — в Швейцарии и на Гран-При Наций в Италии. В том же году они стали вице-чемпионами Германии.
1955 год стал для Фауста и Реммерта триумфальным. Несмотря на серьёзную аварию на Isle of Man TT в начале июня, дуэт блестяще выиграл Чемпионаты мира и Германии по по шоссейно-кольцевым гонкам на мотоциклах с колясками.
Однако успех был кратковременным. 20 апреля 1956 года, ещё до начала следующего сезона, команда попала в страшную аварию на Хоккенхаймринге во время испытаний нового прототипа BMW. Передние тормоза мотоцикла заблокировались на прямом участке трассы, на максимальном ускорении; и пилот, и пассажир были выброшены из машины. Фауста перебросило через проволочное заграждение трассы; он получил множественные травм, но выжил. Реммерт врезался в ограждение и погиб на месте.
После этого случая Вилли Фауст принял решение завершить карьеру. Несколько раз он принимал участие в любительских гонках, но не более того.
После окончания карьеры Фауст купил в Фульде заправочную станцию и управлял ей до 1973 года. Он умер в 1992 году в возрасте 68 лет.

## Результаты выступлений в Чемпионате мира по шоссейно-кольцевым гонкам на мотоциклах с колясками
| Легенда к таблице |                                                 |
| --- | ----------------------------------------------- |
| В таблице перечислены результаты всех этапов чемпионата мира, в которых принимал участие гонщик либо пассажир. Строками таблицы являются сезоны, столбцами все гонки этапов чемпионата мира, напарник и мотоцикл. В клетках указаны сокращённое название этапа и результат, клетка дополнительно обозначена цветом. Расшифровка обозначений и цветов представлена в нижеследующей таблице. |                                                 |
| \| Пример \| Описание \| \| ------------ \| ----------------------------------------------- \| \| 1 \| Победитель \| \| 2 \| Второе место \| \| 3 \| Третье место \| \| \| Финишировал в очковой зоне \| \| \| Финишировал вне очковой зоны \| \| НКЛ \| Не классифицирован \| \| Сход \| Не финишировал \| \| НКВ \| Не прошёл квалификацию \| \| НПКВ \| Не прошёл предварительную квалификацию \| \| ДСК \| Дисквалифицирован \| \| ИСК \| Исключён из протокола соревнований \| \| НС \| Не стартовал в гонке \| \| Т \| Травмирован или болен \| \| ОТК \| Отказ от участия \| \| НТР \| Прибыл на соревнования, но на трассу не выезжал \| \| НПР \| Не прибыл к началу соревнований \| \| НД \| Недопущен до старта \| \| О \| Гонка отменена \| \| \| Не участвовал \| \| Поул-позиция \| \| \| Быстрый круг \| \| |                                                 |
| Пример | Описание                                        |
| 1 | Победитель                                      |
| 2 | Второе место                                    |
| 3 | Третье место                                    |
| | Финишировал в очковой зоне                      |
| | Финишировал вне очковой зоны                    |
| НКЛ | Не классифицирован                              |
| Сход | Не финишировал                                  |
| НКВ | Не прошёл квалификацию                          |
| НПКВ | Не прошёл предварительную квалификацию          |
| ДСК | Дисквалифицирован                               |
| ИСК | Исключён из протокола соревнований              |
| НС | Не стартовал в гонке                            |
| Т | Травмирован или болен                           |
| ОТК | Отказ от участия                                |
| НТР | Прибыл на соревнования, но на трассу не выезжал |
| НПР | Не прибыл к началу соревнований                 |
| НД | Недопущен до старта                             |
| О | Гонка отменена                                  |
| | Не участвовал                                   |
| Поул-позиция |                                                 |
| Быстрый круг |                                                 |

| Год  | Пассажир     | Мотоцикл | 1     | 2        | 3     | 4     | 5     | 6     | Место | Очки |
| ---- | ------------ | -------- | ----- | -------- | ----- | ----- | ----- | ----- | ----- | ---- |
| 1954 | Карл Реммерт | BMW      | MAN   | ULS      | BEL   | GER   | SUI 3 | NAT 3 | 6     | 8    |
| 1955 | Карл Реммерт | BMW      | ESP 1 | MAN Сход | GER 1 | BEL 2 | NED 1 | NAT   | 1     | 30   |

## Результаты выступлений на гонке Isle of Man TT[5]
| Год  | Класс      | Мотоцикл | Пассажир     | Позиция в классе |
| ---- | ---------- | -------- | ------------ | ---------------- |
| 1955 | Sidecar TT | BMW      | Карл Реммерт | Сход             |